# Louis Philippe I xứ Orléans
Louis Philippe I, Công tước xứ Orléans còn được gọi là le Gros (Béo) (12 tháng 5 năm 1725 - 18 tháng 11 năm 1785) là một thân vương người Pháp, công tước đời thứ 4 của xứ Orléans, ông là cháu cố của Vương tử Philippe, con trai của Louis XIII của Pháp, cũng là Công tước xứ Orléans đầu tiên, người sáng lập ra Nhà Orléans, một chi nhánh quan trọng của Vương tộc Bourbon. Với huyết thống gần gũi và giữ danh hiệu Prince du sang, những Công tước xứ Orléans luôn được xếp thứ 2 trên danh sách thừa kế ngai vàng của Vương quốc Pháp, chỉ xếp sau các người con hợp pháp của nhà vua, đến đời Công tước Louis Philippe I cũng thế.
Công tước Louis Philippe I được xem là người đã giúp tài sản của Nhà Orléans tăng lên đáng kể, đưa gia tộc trở thành một trong những quý tộc giàu có nhất Vương quốc Pháp. Con trai của ông, Louis Philippe II, Công tước xứ Orléans, là một người ủng hộ Cách mạng Pháp nhiệt thành, người này cũng là một nhà quý tộc hiếm hoi thuộc Vương tộc Bourbon bỏ phiếu tán thành việc xử tử Vua Louis XVI, nhưng sau đó chính ông cũng bị Triều đại Khủng bố chém đầu. Cháu nội của Louis Philippe I là Công tước Louis Philippe III đã được Nghị viện Pháp đưa lên ngôi vua vào năm 1830 và tại vị cho đến năm 1848, thời kỳ này được lịch sử gọi là Quân chủ Tháng bảy.

## Cuộc sống đầu đời
Louis Philippe d'Orléans sinh ra tại Cung điện Versailles vào ngày 12 tháng 05 năm 1725. Là con trai duy nhất của Louis d'Orléans, Công tước xứ Orléans và vợ Johanna xứ Baden-Baden, ông được phong tước vị Công tước xứ Chartres khi mới sinh. Louis còn có một em gái là Louise Marie d'Orléans, nhưng qua đời ở Saint-Cloud năm 1728 khi được một năm tám tháng tuổi. Cha ông, người đã hết lòng vì người vợ Đức của mình, trở thành một người sống ẩn dật và ngoan đạo khi đã có con cái.
Năm 15 tuổi Louis Philippe đã có tình cảm với người em họ là Công chúa Henriette của Pháp (1727–1752), con gái thứ hai của Vua Louis XV và Vương hậu Maria Leszczyńska của Ba Lan.
Sau khi xem xét khả năng kết sui gia với Công tước xứ Orléans, Vua Louis XV và tể tướng của ông là Hồng y Fleury, đã quyết định chống lại nó vì cuộc hôn nhân này sẽ đưa Nhà Orléans đến quá gần với ngai vàng.

## Cuộc hôn nhân đầu tiên
Năm 1743, bà nội của Louis, Françoise-Marie de Bourbon, và Louise Élisabeth, Thân vương phu nhân xứ Conti đã sắp xếp cuộc hôn nhân của ông với người em họ 17 tuổi, Louise Henriette de Bourbon (1726–1759), một thành viên của Nhà Bourbon-Conti, một nhánh khác của Vương tộc Bourbon. Người ta hy vọng cuộc hôn nhân này sẽ khép lại rạn nứt gia tộc kéo dài 50 năm.
Cha của Louis Philippe, đã đồng ý cuộc hôn nhân vì tin rằng đã được nuôi dạy trong một tu viện, nên cô ấy sẽ là một một người sùng đạo và nhân đức, như vậy sẽ là một người vợ lý tưởng cho con trai của ông. Louise Henriette là con gái duy nhất của Louis Armand de Bourbon, Thân vương xứ Conti và Louise Élisabeth de Bourbon. Louise Henriette là một prince du sang và được biết đến trong triều đình với cái tên Mademoiselle de Conti.
Cặp đôi đã kết hôn vào ngày 17 tháng 12 năm 1743 trong Nhà nguyện của Cung điện Versailles.
Sau vài tháng hôn nhân mặn nồng, cặp đôi bắt đầu xa cách nhau khi Nữ công tước phu nhân xứ Chartres bắt đầu có một cuộc sống đầy tai tiếng. Điều này khiến bố chồng cô từ chối công nhận tính hợp pháp của các cháu.
Cặp đôi có ba người con:

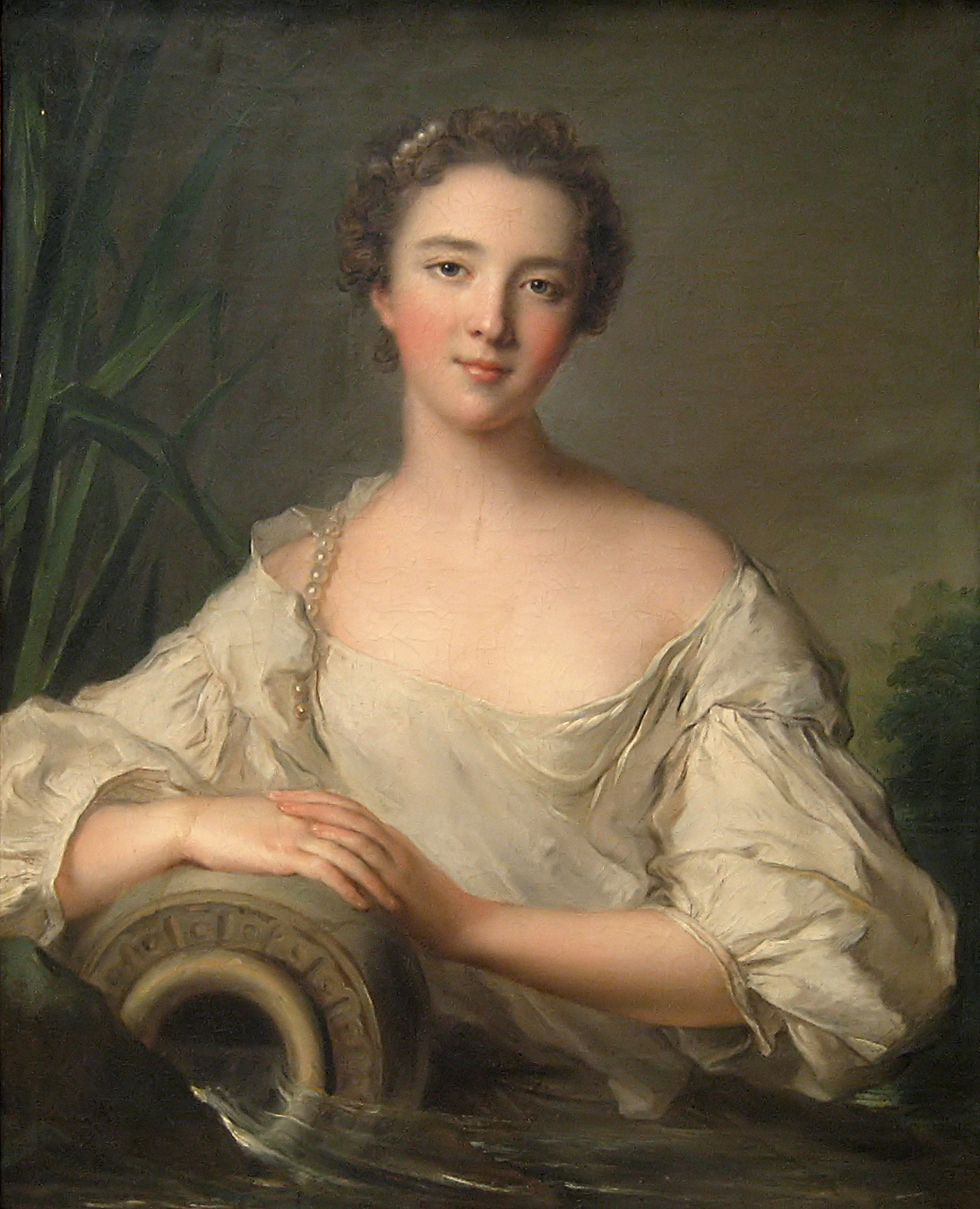
Louise Henriette trong vai trò Công tước phu nhân xứ Chartres, Jean-Marc Nattier.

- Một cô con gái (Château de Saint-Cloud, 12 hoặc 13 tháng 7 năm 1745 & ndash; 14 tháng 12 năm 1745, Château de Saint-Cloud);
- Louis  Philippe  Joseph d'Orléans (Château de Saint-Cloud, ngày 13 tháng 4 năm 1747, - ngày 6 tháng 11 năm 1793,  Place de la Révolution , Paris (bị hành quyết)), người kế vị cha mình làm Công tước xứ Orléans năm 1785,
  - Công tước xứ Montpensier khi mới sinh,
  - Công tước xứ Chartres trước cái chết của ông nội năm 1752,
  - Công tước xứ Orléans khi cha qua đời năm 1785,
  - Được gọi là Philippe-Égalité trong Cách mạng Pháp;
  - Đính ước với Maria Kunigunde xứ Sachsen (1740–1826),[4] con gái út của August III của Ba Lan.
  - Kết hôn với Louise Marie Adélaïde de Bourbon, Mademoiselle de Penthièvre, và là cha của Vua Louis-Philippe của Pháp;
- Louise Marie Thérèse Bathilde d'Orléans (Château de Saint-Cloud, ngày 9 tháng 7 năm 1750 & ndash; ngày 10 tháng 1 năm 1822, Paris), "princesse de Condé cuối cùng",
  - Đính ước với Ferdinand, Công tước xứ Parma,
  - Đã kết hôn với Louis Henry II, Thân vương xứ Condé,
  - Được gọi là Mademoiselle tại triều đình trước khi kết hôn,
  - Được gọi là Citoyenne Vérité trong Cách mạng Pháp.

## Binh nghiệp và thừa kế Công tước xứ Orléans
Phục vụ quân đội Pháp trong Chiến tranh Kế vị Áo, ông nổi bật trong các chiến dịch năm 1742, 1743 và 1744, và trong trận Fontenoy năm 1745. Sau cái chết của người vợ đầu tiên, ông nghỉ hưu và ở tại dinh thự của mình ở Château de Bagnolet, Paris, nơi ông đã dành thời gian của mình cho các lễ hội, tiệc tùng với giới trí thức.
Sau cái chết của cha mình ở Paris vào ngày 04 tháng 08 năm 1752, Louis Philippe trở thành Công tước xứ Orléans và là người đứng đầu Nhà Orléans. Anh cũng trở thành prince du sang, Công tước xứ Valois, Nemours và Montpensier. Cha của ông được chôn cất tại Abbaye-Sainte-Geneviève, nơi ông đã sống từ năm 1740.

## Étiennette Le Marquis

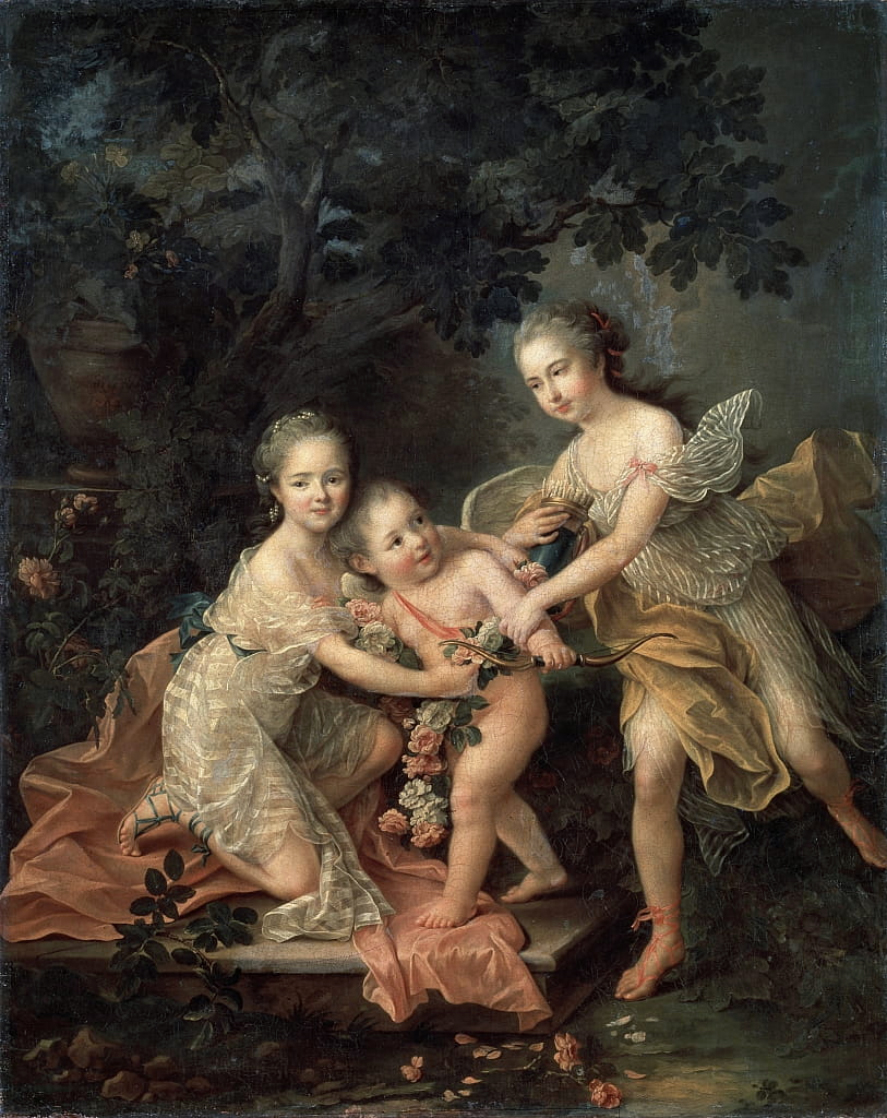
Những đứa con của Công tước xứ Orléans (1755); Bathilde ôm một thiên thần cùng với anh trai cô, Công tước xứ Chartres, ở ngoài cùng bên phải, François-Hubert Drouais.

Sau cái chết của Louise Henriette vào ngày 09 tháng 02 năm 1759 tại Palais-Royal, dinh thự của Nhà Orléans ở Paris, Étiennette Le Marquis, một cựu vũ công thích đóng các vở hài kịch đã trở thành người tình của ông. Vào thời điểm đó, Lâu đài Bagnolet, mà ông được thừa kế từ cha mình, đã trở thành nơi ở yêu thích của ông. Louis Philippe có ba người con ngoài giá thú với Étiennette; chúng được nuôi dưỡng dưới sự chăm sóc của gia đình Orléans:
- Louis Étienne d'Orléans, (21 tháng 1 năm 1759 - 24 tháng 7 năm 1825), Bá tước xứ Saint-Phar
- Louis Philippe d'Orléans, (7 tháng 7 năm 1761 - 13 tháng 6 năm 1829), Bá tước xứ Saint-Albin,
- Marie Étiennette Perrine d'Auvilliers, (ngày 7 tháng 7 năm 1761), người đã kết hôn với François-Constantin, Bá tước xứ Brossard, một sĩ quan trung đoàn dragoon.

Năm 1769, Louis Philippe bán Bagnolet và mua lâu đài Château du Raincy, nằm cách trung tâm Paris chưa đầy mười dặm về phía Đông. Cùng năm đó, con trai của ông, Philippe Égalité, kết hôn với Louise Marie Adélaïde de Bourbon, người thừa kế khối tài sản khổng lồ của cha bà - Công tước xứ Penthièvre. Louis Philippe đã muốn con trai mình có một cuộc hôn nhân danh giá với công chúa Ba Lan Maria Kunigunde, con gái út của Vua August III của Ba Lan và Maria Josepha, Nữ đại công tước của Áo. Công chúa Maria Kunigunde là em gái của Nữ Dauphine quá cố của Pháp (1731–1767), mẹ của Vua Louis XVI.
Chính Vua Louis XV đã phản đối cuộc hôn nhân giữa con trai Louis Philippe với Công chúa Ba Lan, vì công chúa quá già so với vị Công tước trẻ tuổi xứ Chartres. Điều này khiến Công tước xứ Penthièvre xin làm thông gia với Công tước xứ Orléans, nhưng Louis Philippe được cho là đã bác bỏ ý tưởng về việc con trai mình kết hôn với Mademoiselle de Penthièvre; Đây là một điều trớ trêu vì Louis Philippe và Công tước Penthièvre đều là hậu duệ của hai người con gái của Vua Louis XIV và Madame de Montespan.

## Cuộc hôn nhân thứ hai
Bất chấp mối quan hệ tình ái với Étiennette, Công tước Louis Philippe cũng đã có một số tình nhân khác cho đến khi ông gặp người vợ tương lai thứ 2 của mình, vào tháng 07 năm 1766, Charlotte Jeanne Béraud de La Haye de Riou, Madame de Montesson, một cô gái 28 tuổi hóm hỉnh nhưng đã kết hôn. Sau cái chết của người chồng là Hầu tước xứ Montesson vào năm 1769, Louis Philippe đã cố gắng xin phép Vua Louis XV cho mình kết hôn với góa phụ trẻ. Cuối cùng, vào tháng 12 năm 1772, Nhà vua đã đồng ý với điều kiện Hầu tước phu nhân xứ Montesson sẽ không bao giờ trở thành Công tước phu nhân xứ Orléans hoặc kế vị bất kỳ tước hiệu nào khác thuộc Nhà Orléans. Ngoài ra, cặp đôi này phải sống một cuộc sống kín tiếng, tránh xa triều đình. Đám cưới morganatic diễn ra vào ngày 23 tháng 4 năm 1773. Như một món quà cưới, Công tước xứ Orléans đã tặng cho người vợ mới của mình lâu đài de Sainte-Assise tại Seine-Port, thuộc tỉnh Seine-et-Marne ngày nay của Pháp.

## Cuộc sống cuối đời
Vua Louis XV đã cho phép Nhà Orléans quyền quản lý hôtel de Grand-Ferrare ở Fontainebleau (1740), Bá quốc Soissons (1751), La Fère, Marle, Ham, Saint-Gobain, kênh Ourcq và hôtel Duplessis-Châtillon ở Paris (1766).
Năm 1773, Orléans bổ sung vào danh sách dinh thự của mình một hôtel tráng lệ được xây dựng tại Chaussée d'Antin, khu phố thanh lịch mới của Paris.
Vào năm 1780, Louis Philippe đã tặng cho con trai mình Palais-Royal, một món quà đánh dấu sự hòa giải của họ sau cuộc rạn nứt do cuộc hôn nhân thứ hai của Công tước gây ra.
Ở Sainte-Assise, Le Raincy và Paris, cặp đôi đã kết giao với các quý tộc, trí thức, nhà viết kịch, nhà khoa học, chẳng hạn như Nữ công tước xứ Lauzun, Nữ bá tước xứ Egmont, Hầu tước xứ Lusignan, Hầu tước xứ Osmond, nhà toán học d'Alembert, Nhà văn Đức Melchior Grimm, nhà toán học và thiên văn học Pierre-Simon de Laplace, nhà hóa học Claude Louis Berthollet, các nhà soạn nhạc Pierre-Alexandre Monsigny, André Grétry, Chevalier de Saint-Georges, Wolfgang Amadeus Mozart, và nhà viết kịch Louis Carrogis Carmontelle. Cặp đôi cũng thực hiện một số vỡ diễn trên sân khấu, một số bài được viết bởi Công tước phu nhân xứ Montesson.
Vào tháng 02 năm 1785, theo sự nài nỉ của Vua Louis XVI, với sự giúp đỡ của Madame du Barry, Công tước xứ Orléans đã bán lâu đài tráng lệ thuộc quyền sở hữu của gia tộc Orléans từ năm 1658, cho Vương hậu Maria Antonia của Áo, với giá 6 triệu livre, một mức giá giảm nhiều so với giá gốc. Lâu đài xinh đẹp này đã không được sử dụng sau cái chết của người vợ đầu là Louise Henriette.
Được bao quanh bởi tất cả các thành viên trong gia đình trực hệ của ông, bao gồm ba người con của ông với Etiennette Le Marquis, Công tước Louis-Philippe qua đời vào ngày 18 tháng 11 năm 1785, tại Sainte-Assise ở tuổi 60.
Ông được chôn cất tại tu viện Val-de-Grâce ở Paris, được xây dựng bởi tổ tiên Ana của Tây Ban Nha để kỷ niệm ngày sinh của Vua Louis XIV của Pháp, ông nội của Louis Philippe.